# 1216
Il 1216 (MCCXVI in numeri romani) è un anno bisestile del XIII secolo.

## Eventi
- Elezione (18 luglio) e consacrazione (24 luglio) di papa Onorio III.
- Papa Onorio III ordina la riedificazione della basilica dei Santi Bonifacio e Alessio a Roma.
- 22 dicembre - Con la bolla Religiosam vitam Papa Onorio III conferma la fondazione dell'ordine dei Domenicani

## Nati
- 25 settembre - Roberto I d'Artois, conte († 1250)
- Eric IV di Danimarca, re danese († 1250)
- Erik XI di Svezia, re svedese († 1250)
- Contardo d'Este, cavaliere medievale italiano († 1249)
- Ponzio I di Urgell, nobile († 1243)
- Sperandea, badessa e santa italiana († 1276)

## Morti
- 7 gennaio - Giovanni VI di Alessandria, vescovo cristiano orientale egiziano
- 18 gennaio - Guido II di Dampierre, francese
- 31 gennaio - Teodoro II di Costantinopoli, politico e arcivescovo ortodosso bizantino
- 1º febbraio - Ermanno, vescovo cattolico italiano
- 10 aprile - Buondelmonte de' Buondelmonti, nobile italiano
- 10 aprile - Erik X di Svezia, re (n. 1180)
- 21 aprile - Ida di Lorena, contessa
- 11 giugno - Enrico di Fiandra, imperatore
- 16 luglio - Papa Innocenzo III, papa e cardinale italiano (n. 1161)
- 2 settembre - Pietro di Lucedio, religioso e patriarca cattolico italiano
- 8 ottobre - Al-Zahir Ghazi, curdo (n. 1172)
- 19 ottobre - Giovanni d'Inghilterra, re (n. 1166)
- Kamo no Chōmei, scrittore e musicista giapponese (n. 1155)
- Marco da Toledo, traduttore e medico spagnolo
- Massimo II di Costantinopoli, arcivescovo ortodosso bizantino
- Nicola Mesarite, teologo e vescovo ortodosso bizantino
- Demetrio Progoni, principe albanese
- Ravano dalle Carceri, nobile italiano
- Lotario Rosario, giurista e arcivescovo cattolico italiano
- Pietro Sasso, cardinale italiano
- Rodolfo Tanzi, filantropo italiano
- Fujiwara no Ariie, poeta giapponese (n. 1155)

## Calendario
| Calendario 1216 | Calendario 1216 | Calendario 1216 | Calendario 1216 | Calendario 1216 | Calendario 1216 | Calendario 1216 | Calendario 1216 | Calendario 1216 | Calendario 1216 | Calendario 1216 | Calendario 1216 | Calendario 1216 | Calendario 1216 | Calendario 1216 | Calendario 1216 | Calendario 1216 | Calendario 1216 | Calendario 1216 | Calendario 1216 | Calendario 1216 | Calendario 1216 | Calendario 1216 | Calendario 1216 | Calendario 1216 | Calendario 1216 | Calendario 1216 | Calendario 1216 | Calendario 1216 | Calendario 1216 | Calendario 1216 | Calendario 1216 | Calendario 1216 |
| --------------- | --------------- | --------------- | --------------- | --------------- | --------------- | --------------- | --------------- | --------------- | --------------- | --------------- | --------------- | --------------- | --------------- | --------------- | --------------- | --------------- | --------------- | --------------- | --------------- | --------------- | --------------- | --------------- | --------------- | --------------- | --------------- | --------------- | --------------- | --------------- | --------------- | --------------- | --------------- | --------------- |
|                 | 1               | 2               | 3               | 4               | 5               | 6               | 7               | 8               | 9               | 10              | 11              | 12              | 13              | 14              | 15              | 16              | 17              | 18              | 19              | 20              | 21              | 22              | 23              | 24              | 25              | 26              | 27              | 28              | 29              | 30              | 31              |                 |
| Gennaio         | Ve              | Sa              | Do              | Lu              | Ma              | Me              | Gi              | Ve              | Sa              | Do              | Lu              | Ma              | Me              | Gi              | Ve              | Sa              | Do              | Lu              | Ma              | Me              | Gi              | Ve              | Sa              | Do              | Lu              | Ma              | Me              | Gi              | Ve              | Sa              | Do              |                 |
| Febbraio        | Lu              | Ma              | Me              | Gi              | Ve              | Sa              | Do              | Lu              | Ma              | Me              | Gi              | Ve              | Sa              | Do              | Lu              | Ma              | Me              | Gi              | Ve              | Sa              | Do              | Lu              | Ma              | Me              | Gi              | Ve              | Sa              | Do              | Lu              |                 |                 |                 |
| Marzo           | Ma              | Me              | Gi              | Ve              | Sa              | Do              | Lu              | Ma              | Me              | Gi              | Ve              | Sa              | Do              | Lu              | Ma              | Me              | Gi              | Ve              | Sa              | Do              | Lu              | Ma              | Me              | Gi              | Ve              | Sa              | Do              | Lu              | Ma              | Me              | Gi              |                 |
| Aprile          | Ve              | Sa              | Do              | Lu              | Ma              | Me              | Gi              | Ve              | Sa              | Do              | Lu              | Ma              | Me              | Gi              | Ve              | Sa              | Do              | Lu              | Ma              | Me              | Gi              | Ve              | Sa              | Do              | Lu              | Ma              | Me              | Gi              | Ve              | Sa              |                 |                 |
| Maggio          | Do              | Lu              | Ma              | Me              | Gi              | Ve              | Sa              | Do              | Lu              | Ma              | Me              | Gi              | Ve              | Sa              | Do              | Lu              | Ma              | Me              | Gi              | Ve              | Sa              | Do              | Lu              | Ma              | Me              | Gi              | Ve              | Sa              | Do              | Lu              | Ma              |                 |
| Giugno          | Me              | Gi              | Ve              | Sa              | Do              | Lu              | Ma              | Me              | Gi              | Ve              | Sa              | Do              | Lu              | Ma              | Me              | Gi              | Ve              | Sa              | Do              | Lu              | Ma              | Me              | Gi              | Ve              | Sa              | Do              | Lu              | Ma              | Me              | Gi              |                 |                 |
| Luglio          | Ve              | Sa              | Do              | Lu              | Ma              | Me              | Gi              | Ve              | Sa              | Do              | Lu              | Ma              | Me              | Gi              | Ve              | Sa              | Do              | Lu              | Ma              | Me              | Gi              | Ve              | Sa              | Do              | Lu              | Ma              | Me              | Gi              | Ve              | Sa              | Do              |                 |
| Agosto          | Lu              | Ma              | Me              | Gi              | Ve              | Sa              | Do              | Lu              | Ma              | Me              | Gi              | Ve              | Sa              | Do              | Lu              | Ma              | Me              | Gi              | Ve              | Sa              | Do              | Lu              | Ma              | Me              | Gi              | Ve              | Sa              | Do              | Lu              | Ma              | Me              |                 |
| Settembre       | Gi              | Ve              | Sa              | Do              | Lu              | Ma              | Me              | Gi              | Ve              | Sa              | Do              | Lu              | Ma              | Me              | Gi              | Ve              | Sa              | Do              | Lu              | Ma              | Me              | Gi              | Ve              | Sa              | Do              | Lu              | Ma              | Me              | Gi              | Ve              |                 |                 |
| Ottobre         | Sa              | Do              | Lu              | Ma              | Me              | Gi              | Ve              | Sa              | Do              | Lu              | Ma              | Me              | Gi              | Ve              | Sa              | Do              | Lu              | Ma              | Me              | Gi              | Ve              | Sa              | Do              | Lu              | Ma              | Me              | Gi              | Ve              | Sa              | Do              | Lu              |                 |
| Novembre        | Ma              | Me              | Gi              | Ve              | Sa              | Do              | Lu              | Ma              | Me              | Gi              | Ve              | Sa              | Do              | Lu              | Ma              | Me              | Gi              | Ve              | Sa              | Do              | Lu              | Ma              | Me              | Gi              | Ve              | Sa              | Do              | Lu              | Ma              | Me              |                 |                 |
| Dicembre        | Gi              | Ve              | Sa              | Do              | Lu              | Ma              | Me              | Gi              | Ve              | Sa              | Do              | Lu              | Ma              | Me              | Gi              | Ve              | Sa              | Do              | Lu              | Ma              | Me              | Gi              | Ve              | Sa              | Do              | Lu              | Ma              | Me              | Gi              | Ve              | Sa              |                 |